# Palaeolama major
Palaeolama major es una especie de mamífero artiodáctilo extinto integrante del género Palaeolama. Este camélido habitó en el Pleistoceno final del centro y norte de América del Sur.

## Taxonomía
Esta especie fue descrita originalmente en el año 1872 por el astrónomo, botánico, explorador y paleontólogo francés Emmanuel Liais, bajo la combinación científica de Auchenia major. En 1952 es R. Hoffstetter quien la combina por primera vez como Palaeolama major.
Holotipo
El lectotipo (designado por Carlos Rusconi en 1930) es el catalogado como: ZMUC 9123; consta de un maxilar derecho incompleto, con DP4 y P2 –M3. 
Localidad tipo
La localidad tipo referida es: “cavernas de Lagoa Santa, estado de Minas Gerais, Brasil”.
Etimología
Etimológicamente, el término específico major refiere al tamaño más grande con respecto a la Lama glama.

### Historia taxonómica
En el año 1884 Florentino Ameghino describió Mesolama angustimaxilia con un dentario derecho incompleto proveniente del Paso de la Virgen, depósitos del pampeano lacustre del río Luján, provincia de Buenos Aires, Argentina. En 1889 la describe en mayor detalle. Según él, la ausencia de repliegue en forma de martillo (proto y parastilidos) es un carácter diagnóstico para esta especie.
En 1930, D. López-Aranguren transfiere Mesolama angustimaxilia a Lama angustimaxilia, clasificándola entre las especies grandes del género.
En 1932 Cabrera incluyó en ese taxón restos provenientes de la provincia de Buenos Aires, indicando que posee lófidos en forma de “V”, así como también algunos materiales del Pleistoceno de Tarija, en el sur de Bolivia que en el año 1920, los paleontólogos M. Boule y A. Thévenin habían atribuido a Palaeolama weddelli, aunque en 1974 Webb los regresó a Palaeolama weddelli. En 1995, A. Menegaz y E. Ortiz atribuyen a Lama morfotipo “oweni” los restos asignados a esta especie del Bonaerense de laguna Chis-Chis y del río Luján, Argentina.
En 1952 R. Hoffstetter describe a Palaeolama aequatorialis del Pleistoceno tardío del litoral de Ecuador.
En 1999, los paleontólogos Claude Guérin y Martine Faure describen Paleolama niedae de la sierra da Capivara, en el área arqueológica São Raimundo Nonato, del estado de Piauí, nordeste del Brasil.
Según la tesis de doctorado de Carolina Saldanha Scherer, Palaeolama major es una especie válida, la que estaba ampliamente distribuida en el centro y norte de Sudamérica, sinonimizando en ella a Lama angustimaxilia, Paleolama aequatorialis y Paleolama niedae.

## Distribución estratigráfica y geográfica
Esta especie fue referida para los pisos estratigráficos del Pleistoceno final o tardío de la costa y andes del norte del Perú, del litoral de Ecuador, del norte de Venezuela, del norte y nordeste del Brasil (Piauí) y de la región pampeana de la Argentina y del Uruguay.
Caracterización y relaciones filogenéticas
Esta especie fue colocada en Hemiauchenia, tanto en su condición genérica así como en la interpretación como subgénero dentro del género Palaeolama. 